# Baden (Zwitserland)

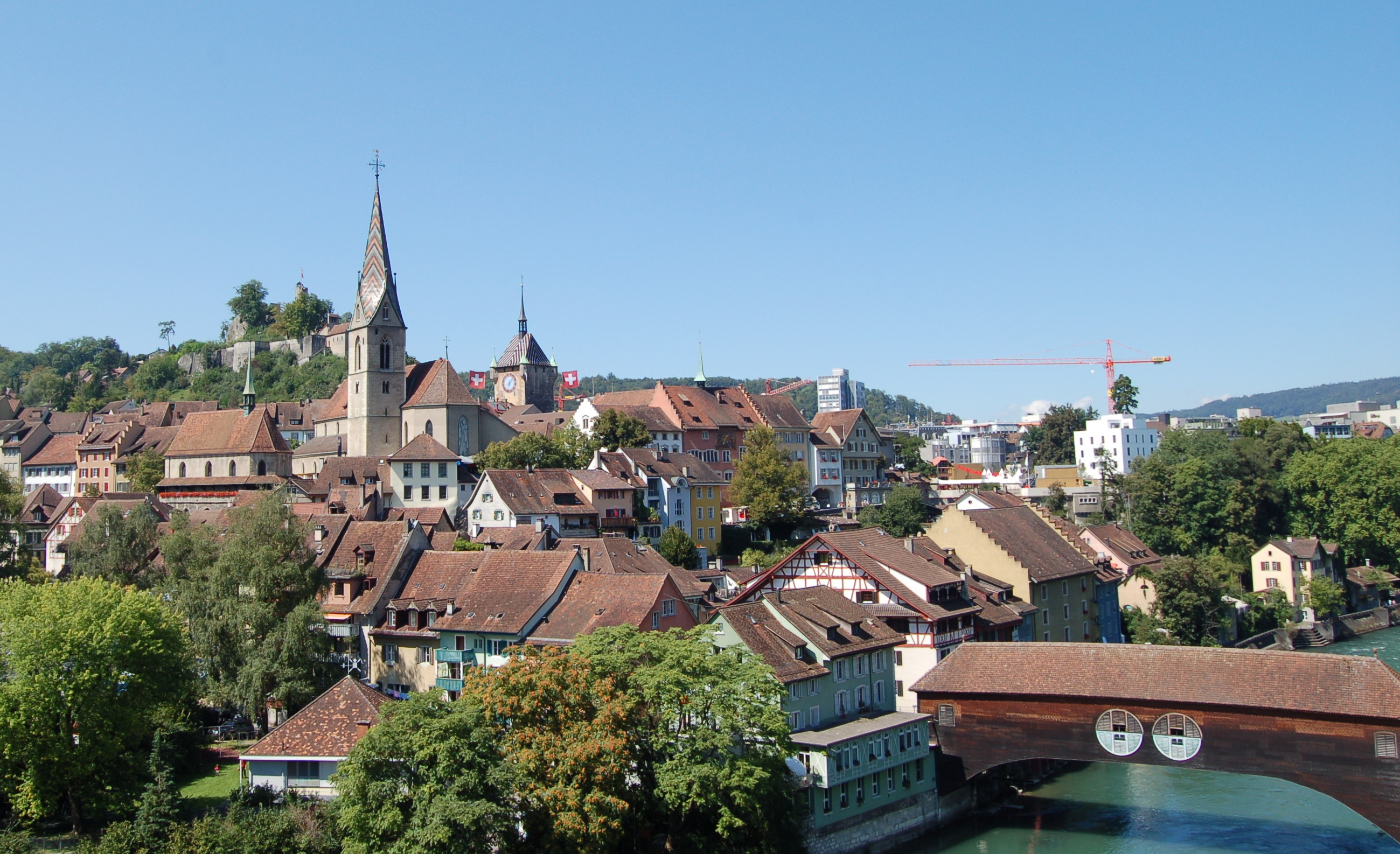
Baden

Baden is een Zwitserse stad en gemeente in het kanton Aargau. De stad is gelegen op de linkeroever van de Limmat op een hoogte van gemiddeld 380 m en telt ongeveer 19.000 inwoners (2019). De oppervlakte is 13,17 km². Baden is tevens een kuuroord met warme, kalk bevattende zwavelbronnen. Er zijn voorts bierbrouwerijen, machine- en elektrotechnische bedrijven en katoenweverijen.

## Geschiedenis
Al in de eerste eeuw na Christus werd Baden vermeld als de Romeinen gebruik gaan maken van de talloze thermale bronnen aldaar ('Aquae Helveticae'). In 1297 ontstond Baden als stad door toedoen van de Habsburgers. De Zwitsers veroverden de stad in 1415 en plaatsten haar onder gemeenschappelijke voogdij. Daardoor gold Baden als neutraal terrein binnen het Oude Eedgenootschap en werd het de gebruikelijke vergaderplaats van de Tagsatzung.
Van 21 mei tot 8 juni 1526 vond te Baden een belangrijke godsdienstconferentie plaats tussen katholieke en protestante theologen, geleid door resp. Johannes Eck en Johannes Oecolampadius. Strijdpunten waren de tegenwoordigheid van Christus in het Heilig Avondmaal, de erfzonde, de beelden- en heiligenverering en de kwestie rondom het vagevuur. Zwingli nam uitsluitend in geschrift aan het dispuut deel. Na afloop eisten beide partijen de overwinning op.
In 1714 maakte de Vrede van Baden een einde aan de laatstse twistpunten van de Spaanse Successieoorlog.
Sinds 1803 maakt Baden deel uit van het kanton Aargau.

## Geologie
Baden ligt aan de oostelijke uitlopers van het Jura-gebergte en is in het westen en oosten omgeven door de Schlossberg (457 m), de Hundsbuck ( 539 m) en Martinsberg (496 m). In het zuidelijk stadsdeel domineert de Heitersberg met de toppen Chrüzli (513 m) en Oberhau (617 m). Tussen Chrüzli en Baregg bevindt zich de Teufelskeller met markante rotstorens en grotten.

## Bezienswaardigheden
De oude binnenstad van Baden wordt gevormd door het Marktplein, oorspronkelijk uit de 13e eeuw. Veel huizen en gebouwen stammen echter uit de 16e tot 18e eeuw, deels in gotische en barokke stijl. Boven de stad, op de Schlossberg, ligt de ruïne Stein uit het jaar 1000. De burcht werd in 1415 door de Zwitsers veroverd en verwoest, in 1657 weer herbouwd, maar in 1712 opnieuw verwoest. Nadien zijn alleen de wachttoren en de ernaast gelegen burchtkapel, Sankt Nikolaus, behouden gebleven. Vanaf de ruïne heeft men een schitterend uitzicht op Baden en de besneeuwde Alpen. Oostelijk van de ruïne zijn nog restanten van de oude stadsmuur tot aan de Stadtturm: deze stadspoort met een 56 m hoge toren dateert uit 1445. De toren zelf is met fresco's beschilderd en heeft een aantal fraaie erkers. Voorts: de gotische Stadtpfarrkirche Maria Himmelfahrt uit 1460 met een 52 m hoge toren. Nabij het kerkplein bevindt zich het stadhuis. Een fraaie waterbron is de Löwenbrunne uit 1882 bij de Stadstoren. Bezienswaardig is ook de houten overdekte brug van 1810 over de Limmat naar het landvoogdslot. Dit slot, op de rechteroever van de Limmat, dateert oorspronkelijk uit de 12e eeuw. Van 1415 tot 1798 resideerde hier de landvoogd van het graafschap Baden. Direct bij het slot is de St. Annakapel.
Het stationsgebouw van Baden uit 1847 is het oudste stationsgebouw van Zwitserland dat in de huidige staat bewaard is gebleven en nog steeds wordt gebruikt voor het spoorwegverkeer.
Sinds 2007 zijn Baden en Ennetbaden voor voetgangers en fietsers met een lift-brugcombinatie over de Limmat met elkaar verbonden. Met deze nieuwe verbinding is de looptijd tussen Ennetbaden en treinstation Baden slechts 2 minuten (voorheen 20 minuten). De lifttoren is 35 meter hoog en overbrugt een hoogteverschil van ca. 27 meter. De lift is 24 uur per dag toegankelijk en gratis.

## Geboren
- Luise Egloff (1804-1834), dichteres
- Emma Altherr-Simond (1838-1925), onderneemster en hotelierster
- Hilde Vérène Borsinger (1897-1986), feministe en rechter
- Albert Hofmann (1906-2008), scheikundige
- Beatrice Bölsterli-Ambühl (1917-1992), feministe
- Christine Egerszegi-Obrist (1948), politica
- Rolf Biland (1951), motorcoureur
- Ruth Humbel (1957), oriëntatieloper en politica
- Peter Voser (1958), topbestuurder (Royal Dutch Shell)
- Christian Eminger (1964), langebaanschaatser
- Jörg Stiel (1968), voetballer
- Igor Roma (1969), pianist
- Thierry Burkart (1975), politicus
- Phil Dalhausser (1980), Amerikaans beachvolleyballer
- Sanna Lüdi (1986), freestyleskiester
- Kay Voser (1987), voetballer
- Silvan Dillier (1990), wielrenner

## Overleden
- Luise Egloff (1804-1834), dichteres
- Beatrice Bölsterli-Ambühl (1917-1992), feministe

## Voetnoten
1. ↑  Wim Blockmans, Medezeggenschap. Politieke participatie in Europa vóór 1800, 2020, p. 325. ISBN 9789044635218

Baden · Bellikon · Bergdietikon · Birmenstorf · Ehrendingen · Ennetbaden · Fislisbach · Freienwil · Gebenstorf · Killwangen · Künten · Mellingen · Mägenwil · Neuenhof · Niederrohrdorf · Oberrohrdorf · Obersiggenthal · Remetschwil · Spreitenbach · Stetten · Turgi · Untersiggenthal · Wettingen · Wohlenschwil · Würenlingen · Würenlos
- Biblioteca Nacional de España: XX458951
- Gemeinsame Normdatei: 4004164-5
- Historisch woordenboek van Zwitserland: 001633
- International Standard Name Identifier: 0000 0001 1523 2929
- Library of Congress Control Number: n84066140
- MusicBrainz: 39ecc1d3-07e6-46bb-abe2-c8f9d56f3e79
- Nationale Bibliotheek van Tsjechië: ge1136942
- Nationale Bibliotheek van Israël: 987007562388305171
- Virtual International Authority File: 20145424505986831408
- WorldCat: E39PBJf4fP7CY8qD3bxJWfTvHC